# هيلين ماكروري
هيلين ماكروري (بالإنجليزية: Helen McCrory)‏؛ مواليد (17 أغسطس 1968 في لندن - 16 أبريل 2021)، إنجلترا، كانت ممثلة إنجليزية بدأت مسيرتها الفنية عام 1990.

## الأعمال

### أفلام
- مقابلة مع مصاص الدماء
- سكايفول
- هاري بوتر والأمير الهجين
- هاري بوتر ومقدسات الموت – الجزء 1
- هاري بوتر ومقدسات الموت – الجزء 2
- هيوغو
- الملكة (فيلم)

### مسلسلات
- بيكي بلايندرز
- دكتور هو
- بيني دريدفول

## الوفاة
توفيت ماكروري بسبب سرطان الثدي في منزلها في لندن يوم الجمعة 16 أبريل 2021 ، عن عمر ناهز 52 عامًا. وأكد زوجها داميان لويس في بيان وفاتها قائلًا: «لقد حزن قلبي لأعلن أنه بعد معركة بطولية مع السرطان  ماتت المرأة الجميلة والقوية هيلين ماكروري بسلام في المنزل، محاطة بموجة من الحب من الأصدقاء والعائلة». أبقت تشخيصها طي الكتمان أثناء علاجها واستمرت في العمل كالمعتاد، عرفت «قلة قليلة من الناس» بمرضها قبل وفاتها لأنها لم ترغب في أن يطغى مرضها على مسيرتها المهنية وأعمالها الخيرية.

## روابط خارجية
- هيلين ماكروري على موقع IMDb (الإنجليزية)
- هيلين ماكروري على موقع روتن توميتوز (الإنجليزية)
- هيلين ماكروري على موقع ألو سيني (الفرنسية)
- هيلين ماكروري على موقع ميوزك برينز (الإنجليزية)
- هيلين ماكروري على موقع أول موفي (الإنجليزية)
- هيلين ماكروري على موقع قاعدة بيانات برودواي على الإنترنت (الإنجليزية)
- هيلين ماكروري على موقع قاعدة بيانات الأفلام السويدية (السويدية)
- هيلين ماكروري على موقع قاعدة بيانات الفيلم (الإنجليزية)
- هيلين ماكروري على موقع كينوبويسك (الروسية)